# 京都国立博物館所蔵文化財一覧
京都国立博物館所蔵文化財一覧（きょうとこくりつはくぶつかんしょぞう ぶんかざいいちらん）
本項は、京都国立博物館（京都市東山区茶屋町）所蔵品のうち、日本の文化財保護法に基づき国宝または重要文化財に指定されているものの一覧である。
（凡例）
- 独立行政法人国立文化財機構所有・京都国立博物館保管の物件のみを収録対象とする。社寺、個人所蔵家等から同博物館に寄託出品されている物件は含まない。
- ○印は国宝を示し、無印は重要文化財である。
- 本一覧における名称は国宝・重要文化財指定名称を基本としている。このため、博物館における展示説明、図録等で使用されている名称とは若干異なる場合もある。

## 絵画
仏画・垂迹画・大和絵
- ○釈迦金棺出現図 絹本著色
- 烏枢沙摩明王像 絹本著色
- ○十二天像 絹本著色 12幅（東寺伝来）
- ○山越阿弥陀図 絹本著色
- 興福寺曼荼羅図 絹本著色
- 閻魔天曼荼羅図 絹本著色
- 男山八幡宮曼荼羅図 絹本著色
- ○山水屏風 絹本著色（東寺伝来）（附：絹本著色同模本 藤井良次筆）
- ○餓鬼草紙 紙本著色
- ○白描絵料紙金光明経 巻第三
- 彩牋絵料紙墨書法華経 巻第五[1]
- ○病草紙 紙本著色 10面
- 若狭国鎮守神人絵系図 紙本著色
- 公家列影図 紙本淡彩
- 法華経絵巻 紙本著色
- 高野山水屏風 絹本著色 六曲一双

室町水墨画・中世絵画
- 王羲之書扇図 紙本墨画 如拙
- ○天橋立図 紙本墨画淡彩 雪舟
- 四季山水図 紙本墨画淡彩 1巻 雪舟（附：同模本 伝狩野探幽筆 1巻）
- 黄初平図 紙本墨画 雪舟
- 花鳥図 紙本著色 六曲一双 伝雪舟
- 鍾秀斎図 紙本墨画淡彩 祥啓
- 琴高群仙図 紙本墨画 3幅 雪村
- 夏冬山水図 紙本墨画淡彩 2幅 雪村
- 山水図 紙本墨画淡彩 拙宗 龍崗真圭賛
- 巖樹遊猿図 紙本墨画 六曲一双 式部輝忠
- 琴棋書画図 紙本淡彩（襖貼付8面）・山水図 紙本淡彩（襖貼付12面、小襖貼付2面） 22面
- 芦雁図 紙本墨画（襖貼付） 6面
- 黙庵周諭像 絹本著色 応安六年五月自賛
- 山茶小禽図 紙本著色 瑞渓周鳳賛[2]
- 放牛図 紙本淡彩 文成外史筆、南江宗沅、江西龍派、心田清播賛
- 西湖図 紙本墨画 六曲一双 鴎斎
- 雪裡三友図 紙本墨画 玉畹梵芳等五僧の賛
- 湖山小景図 紙本淡彩 慧鳳賛[3]
- 四季花鳥図 紙本著色 六曲一双 藝愛筆（推定）
- 駿馬図 紙本著色 周麟賛
- 舟行送別図 紙本墨画 伝周文 南江宗沅等六僧賛
- 古寺春雲図 紙本墨画 永享三年竹庵大縁等八僧賛
- 山水図 紙本墨画淡彩 1巻 一枝希維 文明五年（1473年）識語、成化九年袁応驤跋、成化十年金湜跋
- 騎馬武者像（伝足利尊氏像） 絹本著色

近世日本絵画
- 仙人高士図 紙本墨画 六曲一双 伝狩野永徳
- 阿国歌舞伎図 紙本金地著色 六曲一隻
- 梅に鴉図 紙本金地淡彩 6面 伝雲谷等顔
- 飲中八仙図 紙本墨画 六曲一隻 海北友松
- 源氏物語図 紙本金地著色 4帖 土佐光吉、長次郎筆
- ○蓮池水禽図 紙本墨画 俵屋宗達
- 鶴図下絵和歌巻 紙本金銀泥 俵屋宗達画、本阿弥光悦書
- 狩野探幽像 紙本著色 伝桃田柳栄
- 耕作図 紙本淡彩 六曲一双 久隅守景
- 柳鷺群禽図 絹本淡彩 六曲一双 呉春
- 太公望図 紙本金地著色 二曲一隻 尾形光琳
- 尾形光琳関係資料（小西家伝来）一括（明細は後出）
- 漁楽図 紙本墨画 池大雅
- 洞庭赤壁図 絹本著色 1巻 池大雅[4]
- 奥の細道図 紙本淡彩 2巻 与謝蕪村 下巻に安永七年（1778年）年記
- 果蔬涅槃図 紙本墨画 伊藤若冲
- 市河米庵像 絹本著色 渡辺崋山（附：紙本著色市河米庵像画稿）
- 旧円満院宸殿障壁画 54面11枚（明細は後出）[5]
- 松図 紙本金地著色（天球院方丈旧仏壇壁貼付）9面

中国絵画
- 遠浦帰帆図 紙本墨画 伝牧谿
- 豊干寒山拾得図 紙本墨画 因陀羅
- 維摩居士図 絹本墨画 北宋
- 草虫図 絹本著色 2幅 元
- 寒林帰樵図 絹本墨画 平山処林賛 元
- 玄沙接物利生図 絹本墨画 仏心愚極賛 元
- 蓮池白鷺図 絹本墨画 2幅 元
- 白衣観音図 絹本墨画 正悟 雲外雲岫賛
- 花隖夕陽図 紙本淡彩 惲寿平（惲南田）辛亥（康熙十年、1671年）自題

## 彫刻
- 木造十大弟子立像 8軀（附 木造十大弟子立像 2軀）
- 木造伎楽面 1面 上牛甘作
- 木造十二天面 7面（梵天、帝釈天、多聞天、風天、日天、火天、自在天）（東寺伝来）

## 書跡典籍・古文書

### 仏典
- ○浄名玄論 8巻
- 大般若経 巻二百五十（和銅五年奥書）
- 阿難四事経（天平十二年藤原夫人願経）
- 夾註法華経 巻第七
- 華厳文義記 巻第六残巻
- 一字蓮台法華経 如来神力品・嘱累品 2巻
- 大方等大集経 巻第六残巻
- ○千手千眼陀羅尼経（天平十三年七月十五日玄昉願経）
- 瑜伽師地論 巻第廿一（神護景雲元年行信願経）
- 観世音三昧経
- 阿毘達磨倶舎論 巻第十六
- 伏見天皇宸翰唯識三十頌
- 太上業報因縁経（敦煌出土）
- 大般若経 巻第五百廿二（天平二年奥書）
- 法華経法師品
- 華厳孔目抄発悟記 巻第二十一 凝然筆
- 華厳七科章義瓊記 巻第三 凝然筆
- 大般若経 巻第五百十四（天平二年奥書）
- 観自在菩薩如意輪瑜伽法要残巻[6]
- 金光明最勝王経註釈 巻第二、四断簡（飯室切）1巻、1幅[7]
- 註楞伽経 巻第一
- 大光義品第十一残欠
- 紺紙金字法華経 巻第八断簡（寛治二年藤原師通願経）
- 法華経（東大寺新禅院地蔵菩薩像内奉納）8巻
- 華厳経 巻第四十
- 持心経 巻第四（天平十二年五月一日光明皇后願経）
- 梵網経 下巻（天平勝宝九歳僧霊春願経）
- 浴像経 天平五年大石毛人筆
- 毘尼母経 巻第一
- 大唐西域記 巻第一
- 法華経 8巻
- 華厳経 巻第八
- 大毘廬遮那成仏神変加持経 巻第六
- 続高僧伝] 巻第二十八（天平十二年五月一日光明皇后願経）
- 金光明最勝王経註釈 明一撰 10巻
- 法華経普門品（装飾経）
- 法華経 8巻 高山寺恵琳筆 巻第八延慶三年伏見天皇奥書
- 紺紙銀字文殊師利問菩提経（至元十三年高麗国王発願蔵経）
- ○紺紙金字大宝積経 巻第三十二（高麗国金字大蔵経）
- 四十二章経 大覚禅師筆[8]
- 内典随函音疏 第三百七小乗律之一
- 南海寄帰内法伝 巻第四残巻
- ○金剛般若経開題 弘法大師筆
- 大慈恩寺三蔵法師伝 巻第六

### 古文書、古記録、書状類
- 造寺料物注文断簡
- 三鈷寺文書（11通）1巻、1幅
- 明月記 建久十年春
- 園太暦 自筆本、応長元年二月、三月
- 春記（長暦四年、永承七年）3巻
- 後深草天皇宸翰消息断簡（2通）
- 後深草天皇宸翰消息 1巻、1幅（20通）
- 後深草天皇宸翰消息（正月十一日）
- 後二条天皇宸翰消息（二月十日）
- 花園天皇宸翰消息（後二月二十四日）
- 花園天皇宸翰消息（八月二十五日）
- 後醍醐天皇宸翰消息（有頼卿事）
- 正親町天皇宸翰女房奉書（理性院宛）
- 正親町天皇宸翰消息（蘭奢待云々 九条稙通宛）
- 後陽成天皇宸翰消息（高麗国云々、豊臣秀吉宛）
- 藤原俊成消息（八月十三日、左少将宛）
- 九条良経消息（十一月廿二日）
- 寂室元光消息（極付廿四日、華蔵院宛）
- ○藤原忠通筆書状案
- 近衛家基筆消息
- 伏見天皇宸翰願文（正和二年二月九日）
- 園城寺境内絵図 12幅
- 円仁入唐求法目録（開成四年四月二十日） 嘉保二年（1095年）書写奥書（附：円仁入唐求法目録 保安四年本奥書）
- 賀茂御祖神社絵図

### 典籍
- ○日本書紀 巻第二十二、二十四
- ○日本書紀神代巻 上下（吉田本）2巻
- ○万葉集巻第九残巻（藍紙本）
- ○古今和歌集巻第十二残巻（本阿弥切本）
- ○芦手絵和漢朗詠抄 藤原伊行筆
- 和漢朗詠集 巻下残巻 藤原定信筆
- ○新撰類林抄 巻第四残巻
- 陽成院歌合（二十巻本）
- ○明恵上人歌集 高信筆
- 伏見天皇宸翰御歌集（七十四首、広沢切）
- 伏見天皇宸翰御歌集（五十五首）
- 打聞集
- ○稿本北山抄 巻第十（紙背長徳長保年間文書）
- 江談抄（高山寺本）
- 教訓抄 巻第十
- 本朝文粋 巻第六寛喜二年（1230年）寛玄書写奥書
- 高弁夢記 自筆本、建永二年、承元三年、建暦元年
- ○漢書楊雄伝第五十七
- 玉篇 巻第九零巻
- ○世説新書 巻第六残巻
- 白氏文集 巻第三、四

### 古筆・墨蹟
- 寸松庵色紙（ちはやふる）
- ○手鑑「藻塩草」
- 大手鑑（80葉） 有栖川宮伝来
- ○一品経懐紙（西行、寂蓮等14枚）1幅、1帖
- 後鳥羽天皇宸翰熊野懐紙
- 源家長筆懐紙（たをやめか）
- 癡絶道冲墨蹟 淳祐辛丑良月己未

## 工芸品
金工、漆工、染織、陶磁等
- 金銅錫杖頭
- 鉄釣燈籠 元応元年（1319年）銘
- 塩山蒔絵硯箱
- 蓬莱山蒔絵硯箱
- 花鳥蒔絵螺鈿酒器 6本（附 鳥獣蒔絵螺鈿箱）
- ○古神宝類（阿須賀神社伝来）一括（明細は後出）
- 牡丹唐草文印金袈裟（応夢衣）
- 草花文段片身替繍箔小袖
- 黒紅染分綸子地松皮菱段模様繍箔小袖
- 桐矢襖文辻ヶ花染胴服
- 紅地雪持橘文様唐織小袖
- 濃茶麻地菊棕櫚文様帷子
- 紅綾地亀甲菱襷文様総鹿子絞小袖
- 色絵釘隠 21箇 伝仁清
- 銹絵寒山拾得図角皿 2枚 尾形乾山作、尾形光琳画

刀剣、武具等
- 黒韋威肩紫紅白胴丸 大袖付
- 縹糸威胴丸 兜・大袖付 附:旗一旒
- 太刀 菊御作
- 太刀 銘吉家作
- ○太刀 銘則国
- 太刀 銘国吉（小夜左庵国吉）[9]
- 短刀 銘吉光（名物秋田藤四郎）
- 刀 額銘来国光 切付銘埋忠磨上之
- 脇指 無銘信国
- 短刀 銘長谷部国重[1]
- 刀 無銘助真
- 短刀 銘相州住秋広 永和二
- 太刀 銘利恒
- 太刀 銘安清
- 刀 折返銘備前助村
- 太刀 銘成高
- 太刀 銘長光
- 太刀 銘備前国長船住人真光
- 太刀 銘雲生
- 太刀 銘備前国住雲次 建武乙亥二年十一月
- 太刀 銘包次
- 太刀 銘備中国住人左兵衛尉直次作 建武二年十一月
- 刀 銘金象嵌銘義弘本阿（花押）本多美濃守所持（桑名江）
- ○太刀 銘安家
- 短刀 銘左 筑州住（1955年指定）
- 太刀 銘波平行安（笹貫）
- 太刀 銘山城国西陣住人埋忠明寿（花押）慶長三年八月日他江不可渡之
- 太刀 銘粟田口一竿子忠綱彫同作 宝永六年八月吉[10]
- 金熨斗刻鞘大小拵
- 牡丹造梅花皮鮫鞘腰刀拵
- 二王二所物 小柄銘宗珉

## 考古資料
- 銅戈 25口 福岡県春日市小倉出土
- 富雄丸山古墳出土品 奈良市丸山出土
- 画文帯四仏四獣鏡
- 銅鏡（変形方格規矩鏡）京都府向日市物集女恵美須山古墳出土（鏡面に変形四獣鏡が銹着）
- 銅鏡（豊前国宇佐赤塚古墳出土）5面
- 尾張東之宮古墳出土品
- 三彩釉骨壺・石櫃 和歌山県橋本市高野口町名古曽出土
- 銅印「四王寺印」
- 平安京大内裏瓦（緑釉鴟尾残欠2、鬼瓦1、緑釉蓮華文鐙瓦1、緑釉唐草文宇瓦1）
- 緑釉骨壺 京都市山科区勧修寺北大日出土
- 緑釉経筒 伝和歌山市六十谷出土
- 青磁水注 京都府宇治市木幡出土

## 歴史資料
- 坂本龍馬関係資料

書状・記録類6巻（坂本龍馬桂小五郎遺墨1巻、龍馬乃遺墨雄魂姓名録並海援隊日史秘記1巻、免許目録3巻、坂本家先祖書並系図1巻）
遺品類4点（血染掛軸（板倉槐堂筆梅椿図）、絵画書蹟貼交屏風（二曲一隻）、三徳（赤銅菱形回蝶透彫金具付）、紋服（黒地羽二重））

## 建造物
- 旧帝国京都博物館 4棟（本館、表門、北札売所及び袖塀、南札売所及び袖塀）

附: 旧南門扉2枚、内匠寮京都博物館建築工事図面630枚、本館小屋組模型2箇、柱頭装飾木彫原型1箇、破風装飾木彫原型3箇、額縁装飾木彫原型1箇、棟札1枚